# Linghem
Linghem ist eine französische Gemeinde mit 205 Einwohnern (Stand: 1. Januar 2022) im Département Pas-de-Calais in der Region Hauts-de-France. Sie gehört zum Arrondissement Béthune und zum Kanton Aire-sur-la-Lys. 

## Geographie
Die Gemeinde Linghem liegt im Nordosten des Artois, etwa 20 Kilometer westnordwestlich von Béthune. Umgeben wird Linghem von den Nachbargemeinden Quernes im Norden, Rombly im Osten, Norrent-Fontes im Osten und Südosten, Rely im Süden und Südwesten sowie Liettres im Westen. Durch die Gemeinde führt die Autoroute A26. Im Westen der Gemeinde Linghem stehen zwei Windkraftanlagen als Teil eines interkommunalen Windparks.

## Bevölkerungsentwicklung
| Jahr                       | 1962 | 1968 | 1975 | 1982 | 1990 | 1999 | 2006 | 2013 | 2022 |
| Einwohner                  | 269  | 263  | 257  | 224  | 229  | 230  | 216  | 214  | 205  |
| Quellen: Cassini und INSEE |      |      |      |      |      |      |      |      |      |

## Sehenswürdigkeiten
- Kirche Saint-Vaast, 1541 erbaut

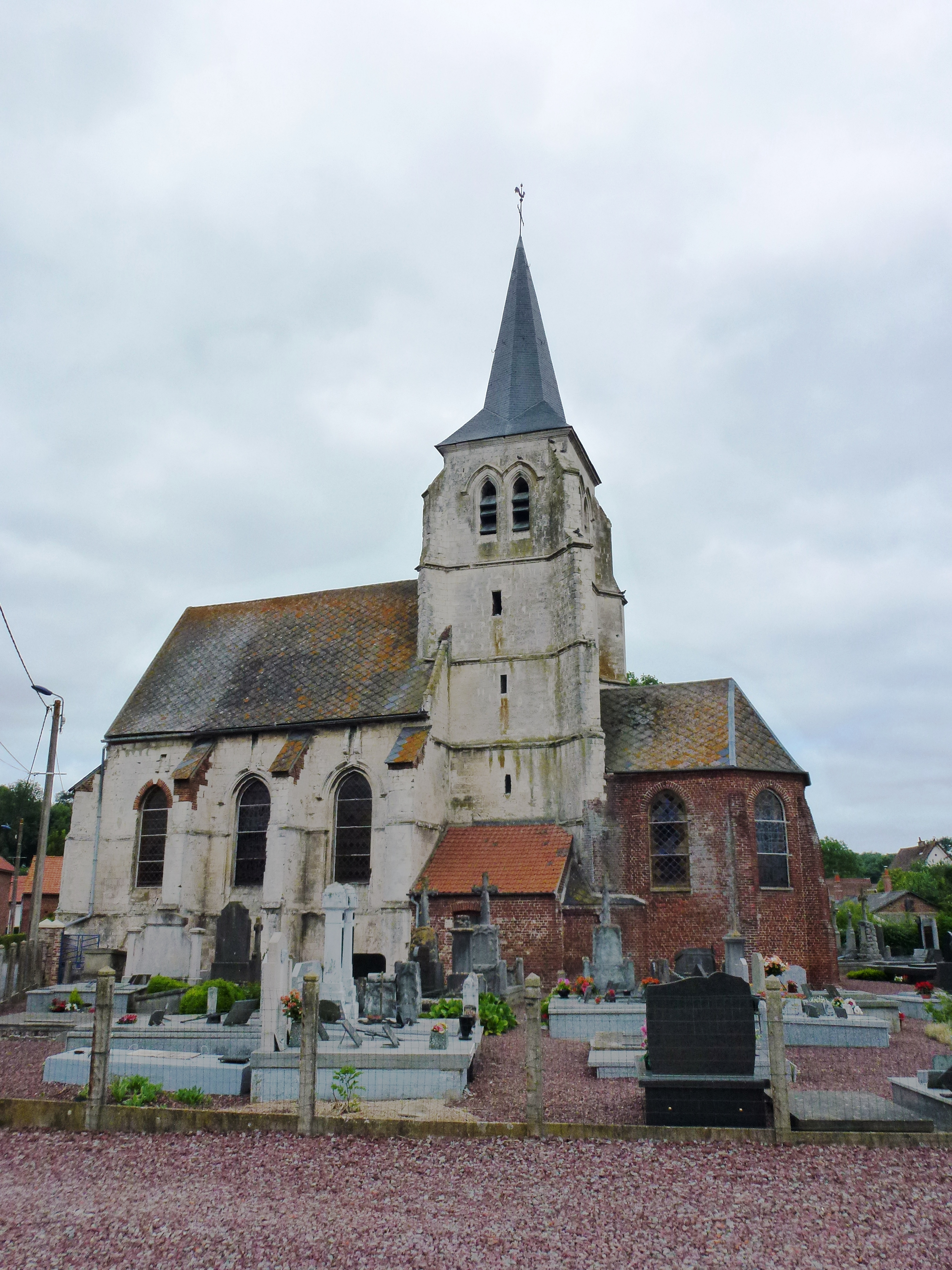
Kirche Saint-Vaast
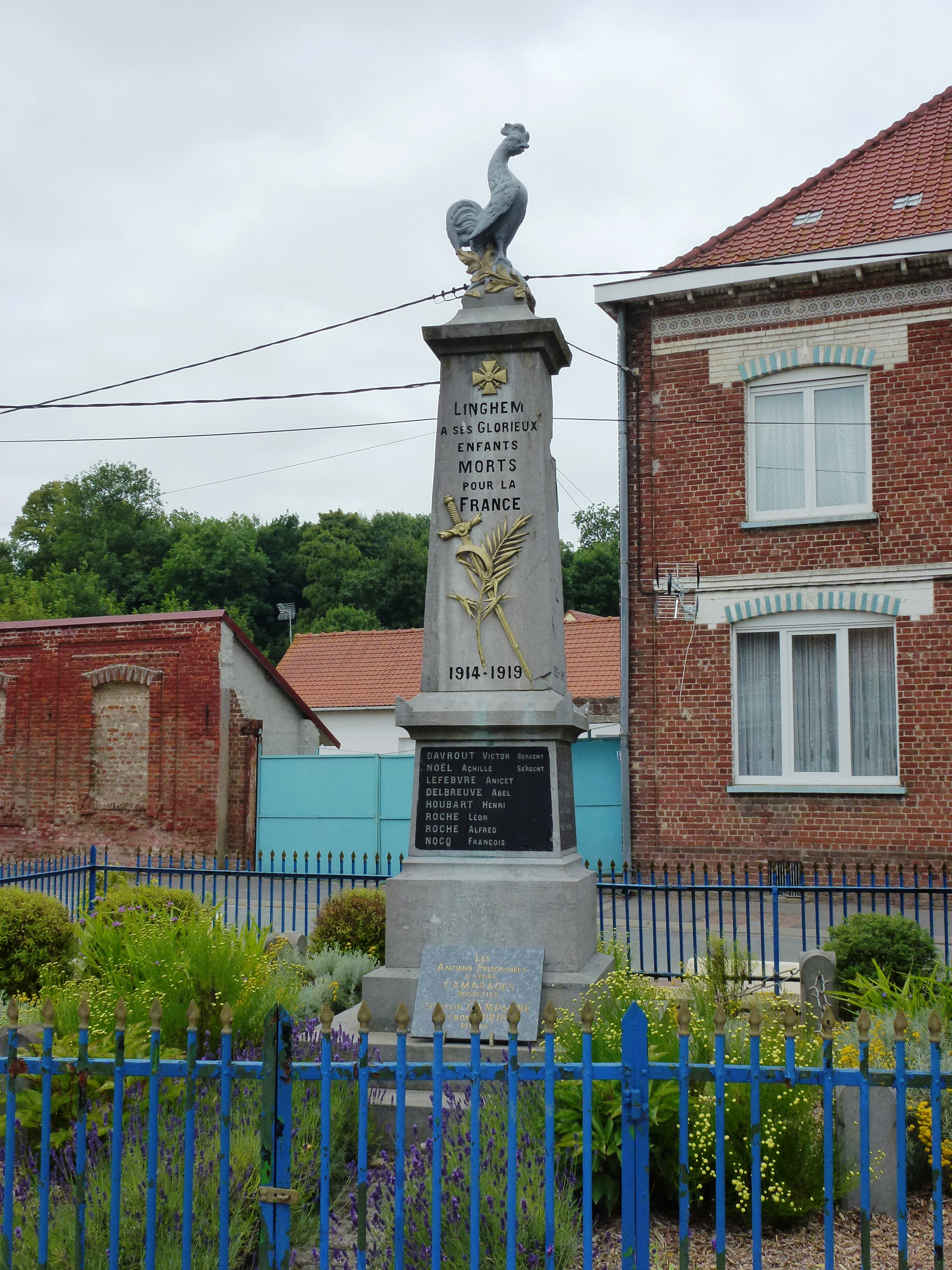
Gefallenendenkmal